# Paolo Romeo
Paolo Romeo (Acireale, 20 februari 1938) is een Italiaans geestelijke en kardinaal van de Rooms-Katholieke Kerk.
Romeo studeerde theologie aan de Pauselijke Gregoriaanse Universiteit in Rome en promoveerde aldaar aan de Pauselijke Lateraanse Universiteit in het canoniek recht. Op 18 maart 1961 werd hij priester gewijd. Hij werkte enkele jaren in Rome, onder andere als moderator van een scoutinggroep.
In 1967 trad Romeo in dienst van de Romeinse Curie, en vervulde namens de Heilige Stoel diplomatieke posten in de Filipijnen, België en Luxemburg, Venezuela, Rwanda en Burundi. In 1976 werd hij teruggeroepen naar het staatssecretariaat.
Op 17 december 1983 werd Romeo benoemd tot apostolisch nuntius voor Haïti en tot titulair aartsbisschop van Vulturia; zijn bisschopswijding vond plaats op 6 januari 1984. Hij was vervolgens nuntius voor Colombia (1990-1999), Canada (1999-2001) en Italië en San Marino (2001-2006).
Op 19 december 2006 werd Romeo benoemd tot aartsbisschop van Palermo. Op 10 februari 2007 nam hij bezit van zijn aartsbisdom.
Romeo werd tijden het consistorie van 20 november 2010 kardinaal gecreëerd. Hij kreeg de rang van kardinaal-priester. Zijn titelkerk werd de Santa Maria Odigitria dei Siciliani. Hij nam deel aan het conclaaf van 2013.
Romeo ging op 27 oktober 2015 met emeritaat.
Op 20 februari 2018 verloor Romeo - in verband met het bereiken van de 80-jarige leeftijd - het recht om deel te nemen aan een toekomstig conclaaf.